# Reichswirtschaftskammer
Die Reichswirtschaftskammer war seit 1935/36 eine Spitzenorganisation der deutschen Wirtschaft in der Zeit der nationalsozialistischen Herrschaft.

## Aufbau
Grundlage war das Gesetz zur Vorbereitung des organischen Aufbaus der deutschen Wirtschaft (Wiederaufbaugesetz) vom 27. Februar 1934 (RGBl. 1934 I, S. 185f.) und bildete die rechtliche Grundlage für die Umgestaltung des bisherigen freien Verbandswesens. Das Gesetz ermächtigte den Reichswirtschaftsminister Wirtschaftsverbände als alleinige Vertreter ihres Wirtschaftszweiges anzuerkennen, zu errichten, aufzulösen oder miteinander zu vereinigen, die Satzungen und Gesellschaftsverträge von Wirtschaftsverbänden zu ändern und zu ergänzen, insbesondere den Führergrundsatz einzuführen und die Führer von Wirtschaftsverbänden zu bestellen und abzuberufen sowie Unternehmer und Unternehmungen an Wirtschaftsverbände anzuschließen.
Am 13. März 1934 gab Reichswirtschaftsminister Kurt Schmitt die Organisationsstruktur der Organisation der gewerblichen Wirtschaft (OGW) bekannt, die eine Gliederung der deutschen Wirtschaft in zwölf Hauptgruppen vorsah, davon sieben für die verschiedenen Industriezweige. Bereits acht Monate später wurde die organisatorische Zersplitterung der Industrie durch die Zusammenfassung der sieben Hauptgruppen I bis VII in der Reichsgruppe Industrie wieder beseitigt. In der Reichsgruppe Industrie wurden die ehemaligen Hauptgruppen dann als Hauptabteilungen I bis VII bezeichnet. Der Reichsstand der Deutschen Industrie (RStDI) (erst 1933 durch Zusammenschluss des RDI und VDA entstanden) wurde durch Anordnung des Reichswirtschaftsministers am 12. Januar 1935 überführt und aus den übrigen Hauptgruppen VIII Handwerk, IX Handel, X Banken und XI Versicherungen wurden ebenfalls Reichsgruppen.
An der Spitze der Wirtschaftsorganisationen stand danach die Reichswirtschaftskammer. Die Aufgaben waren definiert als „die gemeinsame Vertretung der fachlichen und bezirklichen Organisation der gewerblichen Wirtschaft, der Industrie- und Handelskammern und der Handwerkskammern.“

### Reichsgruppen
Der Reichswirtschaftskammer untergeordnet standen administrativ sieben nach Wirtschaftszweigen gegliederte Reichsgruppen, die wiederum in Hauptabteilungen untergliedert und denen die verschiedenen Wirtschaftsgruppen (WG) zugeordnet waren.
Gliederung 1939:
- Reichsgruppe Industrie

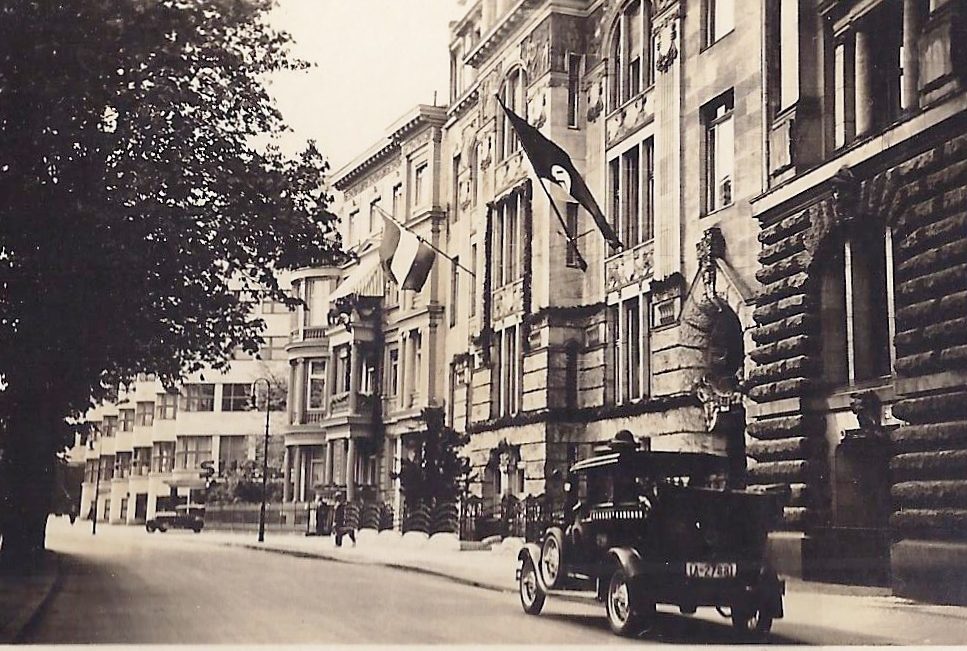
Sitz der Reichsgruppe Industrie (vormals Reichsverband der Deutschen Industrie) 1934 in Berlin-Tiergarten

  - Hauptabteilung I: WG Bergbau, WG Nichteisenmetall-Industrie, WG Gießerei-Industrie, WG Eisen schaffende Industrie, WG Kraftstoffindustrie
  - Hauptabteilung II: WG Stahl- und Eisenbau, WG Maschinenbau, WG Fahrzeugindustrie, WG Luftfahrtindustrie, WG Schiffbau, WG Elektroindustrie, WG Feinmechanik und Optik
  - Hauptabteilung III: WG Werkstoffverfeinerung und verwandte Eisenindustriezweige, WG Eisen-, Stahl- und Blechwarenindustrie, WG Metallwaren und verwandte Industriezweige
  - Hauptabteilung IV: WG Steine und Erden; WG Bauindustrie, WG Holzverarbeitende Industrie, WG Glasindustrie, WG Keramische Industrie, WG Sägeindustrie
  - Hauptabteilung V: WG Chemische Industrie, WG Papier-, Pappen-, Zellstoff- und Holzstofferzeugung, WG Druck- und Papierverarbeitung
  - Hauptabteilung VI: WG Lederindustrie, WG Textilindustrie, WG Bekleidungsindustrie
  - Hauptabteilung VII: WG Lebensmittelindustrie, WG Brauerei, WG Malzindustrie, WG Zuckerindustrie, WG Spiritusindustrie
- Reichsgruppe Handel
  - Gliederung in elf Wirtschaftsgruppen, darunter:
  - WG Ambulantes Gewerbe
  - WG Einzelhandel
  - WG Gemeinschaftseinkauf
  - WG Groß-, Ein- und Ausfuhrhandel
  - WG Vermittlergewerbe
- Reichsgruppe Handwerk
  - Gliederung in 52 Reichsinnungsverbänden und neun selbständigen Fachgruppen.
- Reichsgruppe Banken
  - Gliederung in sechs Wirtschaftsgruppen, darunter:
  - WG Kreditunternehmungen verschiedener Art
  - WG öffentliche Banken mit Sonderaufgaben
  - WG öffentliche Kreditanstalten
  - WG Privates Bankgewerbe (WGPB)
- Reichsgruppe Versicherungen
- Reichsgruppe Energiewirtschaft
  - WG Elektrizitätsversorgung
  - WG Gas- und Wasserversorgung
- Reichsgruppe Fremdenverkehr

Neben der funktionalen Untergliederung gab es auch eine regionale Gliederung. Es gab 18 beziehungsweise später 23 Bezirkswirtschaftskammern auf der Ebene der Gaue. Darunter waren die Unternehmen in den etwa 90 Industrie- und Handelskammern und 59 Handwerkskammern organisiert. Seit 1942 trat an deren Stelle die Gauwirtschaftskammern.

## Aufgaben
Offiziell war die Reichswirtschaftskammer, wie auch die untergeordneten Einheiten, ein Selbstverwaltungsorgan der Wirtschaft. Allerdings war das System nach dem „Führerprinzip“ aufgebaut. Dabei unterstand die Reichswirtschaftskammer direkt dem Reichswirtschaftsministerium. Der Reichswirtschaftsminister ernannte auch den Präsidenten der Reichswirtschaftskammer sowie dessen Stellvertreter. Auch die Leiter der Reichsgruppen wurden ernannt.
Die Organisation sollte so auch der staatlichen Steuerung der Wirtschaft dienen. Die Reichswirtschaftskammer sollte als Vertretung der Wirtschaft das Reichswirtschaftsministerium beraten. Durch Gutachten, Eingaben und Vorschläge vertrat sie auch gegenüber anderen Behörden und Parteistellen der NSDAP die Interessen der Wirtschaft. Die Reichswirtschaftskammer nahm tatsächlich zu zahlreichen Einzelfragen der Wirtschafts- und Finanzordnung Stellung.